# Anomalocaris
Anomalocaris var ett släkte av stora köttätande leddjur som levde under kambrium. Fossil av Anomalocaris har hittats i Kanada, USA, Kina, Australien och Grönland. Anomalocaris kunde bli 60 cm långt, och var det största djuret under kambrium. Anomalocaris är det största djuret som upptäckts i Burgess Shale. Då de första fossilen efter Anomalocaris påträffades troddes de olika delarna först tillhöra olika djur och först senare har de identifierats som tillhörande samma djur.
Arterna hade antagligen fasettögon och flera utväxter på huvudet med taggiga spetsar. Kring munnens kanter fanns tänder. Kroppen var delad i flera segment. Längden varierade mellan 25 och 50 cm.

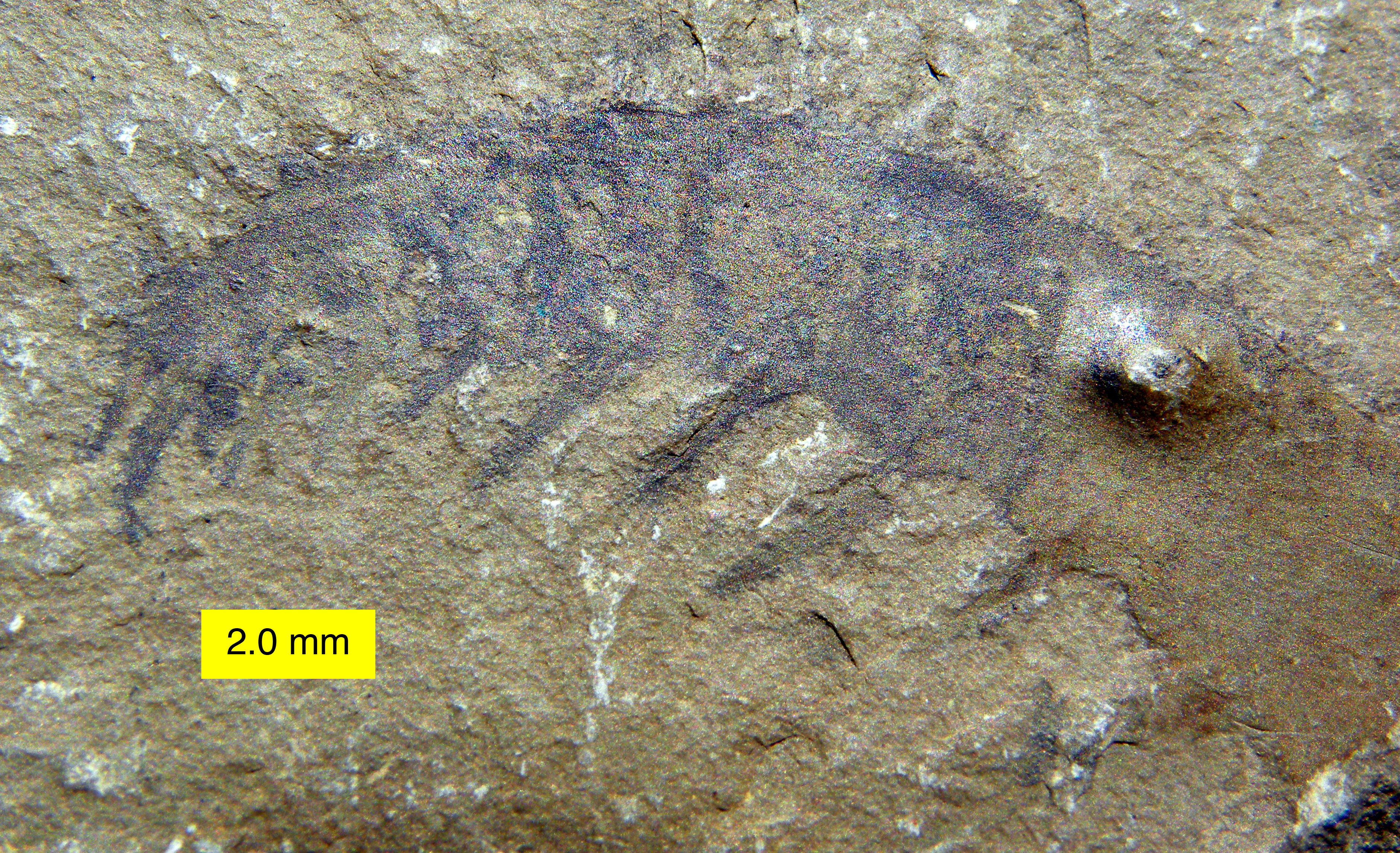
Fossil från en av Anomalocaris armar.